# Lonicera periclymenum
Lonicera periclymenum, tên thông dụng là kim ngân châu Âu, là một loài thực vật có hoa phổ biến nhất thuộc chi Kim ngân. Đây là loài bản địa của nhiều nước thuộc châu Âu, Bắc Phi, Tây Á và khu vực Kavkaz, về sau được du nhập vào Bắc Mỹ. L. periclymenum cũng được tìm thấy ở xa về phía bắc như Na Uy và Thụy Điển.

## Mô tả

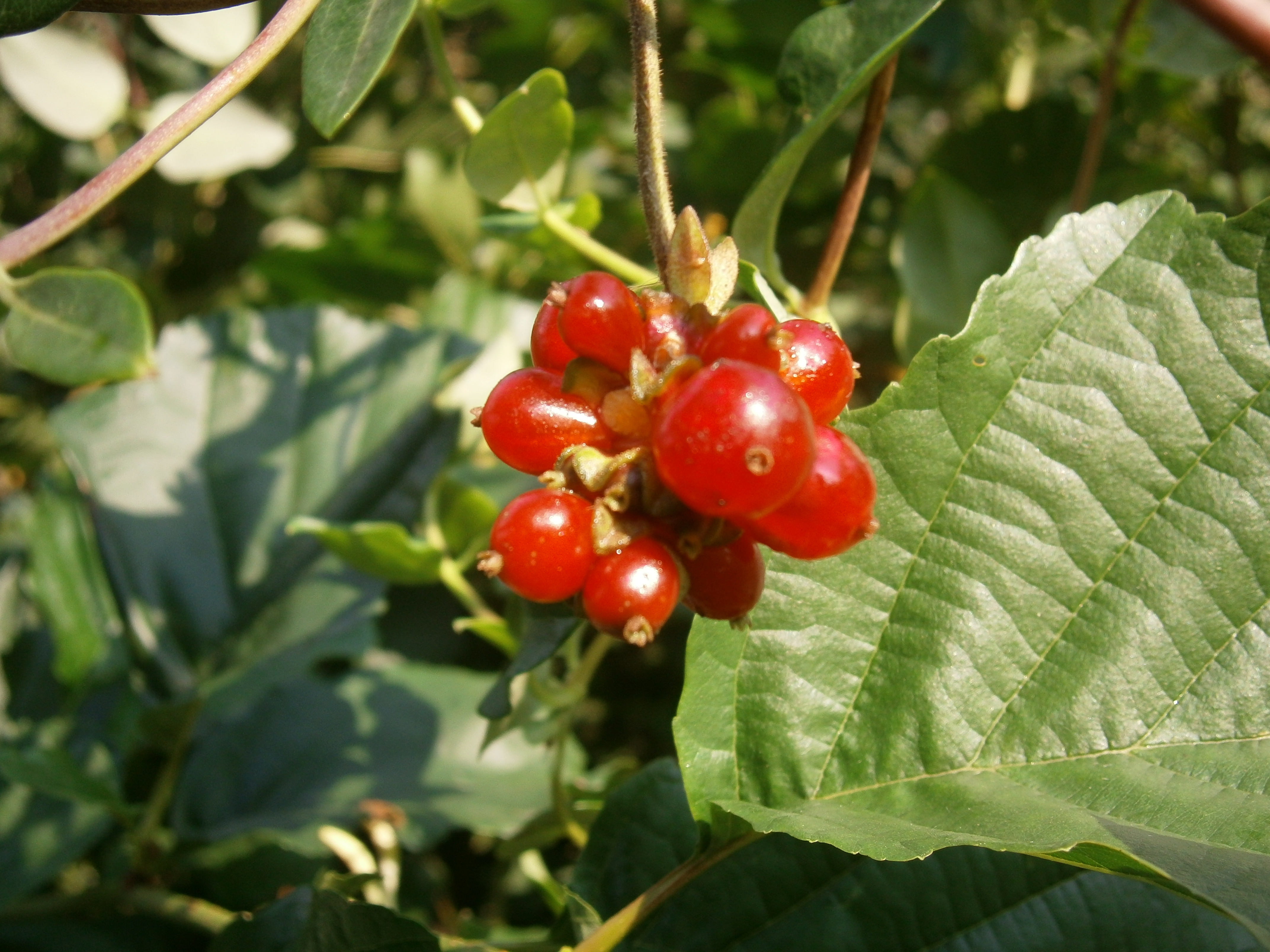
Quả mọng của Lonicera periclymenum

L. periclymenum là cây bụi rụng lá thường xanh, chịu lạnh khá tốt. Thân cao khoảng 4,5 - 7 mét, tăng trưởng với tốc độ trung bình. Lá mọc theo cặp, đối xứng nhau, hình trứng, dài khoảng 6 – 7 cm; mặt trên của lá có màu xanh đậm hơn mặt dưới, thường có màu lục xám; lá non ban đầu có lông tơ, nhưng khi trưởng thành thì lớp lông đó biến mất. Hoa lưỡng tính, có hình ống, màu trắng kem, vàng nhạt, đỏ đô, có thể ửng đỏ hoặc hồng, dài khoảng 5 cm, nở vào mùa hè (từ tháng 6 đến tháng 8) và rụng vào mùa thu; hoa có mùi thơm nồng vào ban đêm, ít hơn vào ban ngày. Quả mọng đỏ, chín từ tháng 7 đến tháng 10, có độc tính khá cao dù liều lượng nhỏ. Chỉ có duy nhất mật hoa là ăn được bởi con người.
L. periclymenum thường mọc trong các bụi rậm, ven rừng, những nơi có nhiều bóng râm.

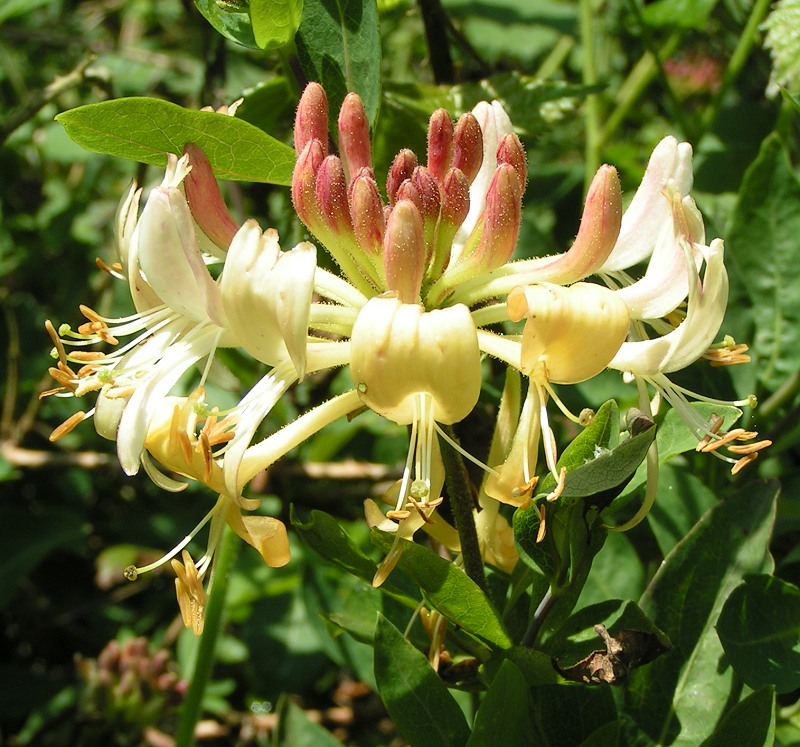
Hoa của Lonicera periclymenum

## Sử dụng
Tất cả các thành phần của L. periclymenum đều được sử dụng làm thuốc, mặc dù chúng sẽ gây độc nếu không biết cách dùng.
L. periclymenum được trồng chủ yếu trong các khu vườn vì mùi thơm mãnh liệt của hoa. Một số giống trồng: Serotina, Graham Thomas,...